# Jiří Štikar
Jiří Štikar (17. března 1934 Praha – 12. května 2023 Praha) byl český psycholog a vysokoškolský pedagog. Zabýval se inženýrskou psychologií (psychologií práce a organizace, psychologií dopravy, ergonomií).

## Profesní životopis
Jiří Štikar působil na Fakultě dopravy ČVUT Praha, Výzkumném ústavu bezpečnosti práce a na Katedře psychologie FF UK Praha.
Od 50. let 20. století prováděl základní a aplikovaný výzkum se zaměřením na psychologii práce, ergonomii a inženýrskou psychologii. Soustředil se na analýzu pracovních činností, problematiku spolehlivosti člověka při řízení technických systémů a efektivitu trenažérového výcviku. Dlouhodobě spolupracoval s psychologem Jiřím Hoskovcem, a také metodikem Jiřím Pourem, fyziologem Eduardem Benou a psychologem Eduardem Bakalářem.
Po roce 1990 Jiří Štikar uplatňoval na katedře psychologie nové koncepce výuky, související s proměnou pracovního prostředí. Vytvořil si rozsáhlé kontakty se zahraničními odbornými pracovišti a byl zvolen členem společnosti European Network of Organizational and Work Psychology.
Od roku 1994 vedl společně s Jiřím Hoskovcem časopis Psychologie v ekonomické praxi, kde našlo uplatnění mnoho textů z oblasti psychologie práce a ergonomie.
V publikační činnosti byly rozhodujícími pro české prostředí jeho práce věnující se psychologii dopravy. Titul „Inženýrská psychologie“ (1982) byl komplexním a na dlouhou dobu jediným dílem zabývajícím se průnikem psychologie s ergonomií. Speciálně vypracované téma této oblasti – „Obrazová komunikace“ (1991) – pak jediným rozsáhlejším českým textem, zaměřeným na psychologii vizuální komunikace. Všechny tituly sehrály nezastupitelnou roli v tuzemské univerzitní výuce.

### Plagiátorství
Dílo Jiřího Štikara a Jiřího Hoskovce Bezpečná mobilita ve stáří (2007) obsahovalo v době vydání přibližně 130 řádek textu doslovně či téměř doslovně převzatých z publikace Karla Havlíka Psychologie pro řidiče a to bez řádného uvedení zdroje. Autoři se za plagiátorství veřejně omluvili v roce 2009 prostřednictvím webových stránek nakladatelství Univerzity Karlovy Karolinum. Nakladatelství se zároveň zavázalo opatřit tehdy dosud neprodané výtisky opravou. Vůči autorům žádné sankce vedení nakladatelství Karolinum nevzneslo.

## Výběr z díla
- Eduard Bena, ‎Jiří Hoskovec, ‎Jiří Štikar: Psychologie a fyziologie řidiče, 1962
- Jiří Štikar: Psychologie a technika výcviku řidičů, 1966
- Jiří Hoskovec, ‎Jiří Pour, ‎Jiří Štikar: Mládež a silniční doprava, 1970
- Jiří Hoskovec, ‎Jiří Pour, ‎Jiří Štikar: Výcvik řidičů a psychologie,1972
- Jiří Hoskovec, ‎Jiří Štikar: Psychologické kompendium pro pracovníky v silniční dopravě, 1973
- Jiří Hoskovec, ‎Jiří Štikar: Teorie nehod a metody psychologické prevence, 1976
- Jiří Štikar, ‎Jiří Hoskovec, ‎Michal Stríženec: Inženýrská psychologie, 1982
- Jiří Štikar: Obrazová komunikace, 1991
- Jaromír Janoušek, ‎Jiří Hoskovec, ‎Jiří Štikar: Psychologický výkladový atlas, 1993
- Jiří Štikar et. al.: Základy psychologie práce, Praha, Karolinum, 1998
- Jiří Štikar et. al.: Metody psychologie práce a organizace, Karolinum, Praha, 2000
- Jiří Štikar: Psychologie ve světě práce, 2003
- Jiří Štikar: Psychologie v dopravě, 2003
- Jiří Štikar: Psychologická prevence nehod (Teorie a praxe), 2006
- Jiří Štikar: Bezpečná mobilita ve stáří, 2007

## Ocenění
- 2001 (Praha) Ocenění za celoživotní zásluhy o rozvoj psychologie práce v Čechách u příležitosti jubilejního X. Kongresu Evropské asociace psychologů práce a organizace (EAWOP)